# Château de Daelenbroeck
Le Château Daelenbroeck (parfois mentionné Château Dalenbroek) est un château à Herkenbosch, situé aux numéros 1-2 Kasteellaan.

## Histoire
Le château est cité pour la première fois dans des écrits en 1326. Il a dû être construit peu avant cette date.
Godefroy Ier de Heinsberg, le feudataire des Juliers pour Wassenberg, décide en 1311 de construire un lieu résidentiel mais aussi relais de chasse, dans les marais (broeck) de Roerdal (vallée du Roer). Au cours du temps, le château a été acquis par plusieurs nobles, qui ont tous laissé leur empreinte à leur manière. Le château est le centre de la seigneurie de Dalenbroek.
Cependant, la guerre de Quatre-Vingts Ans fut un tournant dans son histoire. En 1598, le château fut assiégé et commença le déclin du château principal.
Après le décès du propriétaire d'alors, Hattardt van Pallandt, une dispute entre ses beaux-fils apparut pour la possession du château. Quand le château fut finalement assigné à Jan Ernest van Rollingen en 1707, ce dernier était si démuni par le litige qu'il n'avait plus d'argent pour le restaurer complètement. Il décida de vivre dans la partie avant du château et de la restaurer, mais démolit le château principal partiellement et utilisa les celliers comme hangar de stockage. Après qu'il fut tombé encore un peu plus en déclin, le château fut rasé jusqu'aux celliers durant le XIXe siècle
Le château a été une enclave de Gueldre dans les terres du duché de Juliers.
À partir des années 90 du XXe siècle, le château, dont seulement la partie extérieure était utilisée, subit un examen architectural et archéologique et, basé entre autres choses sur un dessin du XVIIIe siècle, un nouveau château fut construit, incluant les éléments du château médiéval. Le complexe réalisé est maintenant devenu un hôtel, un restaurant et un lieu où organiser des festivités.

## Construction
Le château principal avait un plan presque carré avec tours carrées sur la façade nord. Une tour ronde fut ajoutée sur la courtine sud-ouest en 1464. Le château fut rénové et agrandi en 1550, mais il s’abîma par manque d'entretien et fut progressivement démoli au début du XVIIIe siècle.
Le château extérieur se compose de trois ailes, groupées autour d'une cour fermée par un corps de garde. L'ensemble date de 1707. À l'intérieur se trouve une galerie avec les cinq piliers Renaissance recyclés datant de la première moitié du XVIe siècle.
Le château inclut aussi la Hoeve Daelenbroeck (la Ferme Daelenbroeck), avec une aile de 1701. Une nouvelle aile a été construite sur le site de l'abri à voiture du XVIIIe siècle.

## Galerie

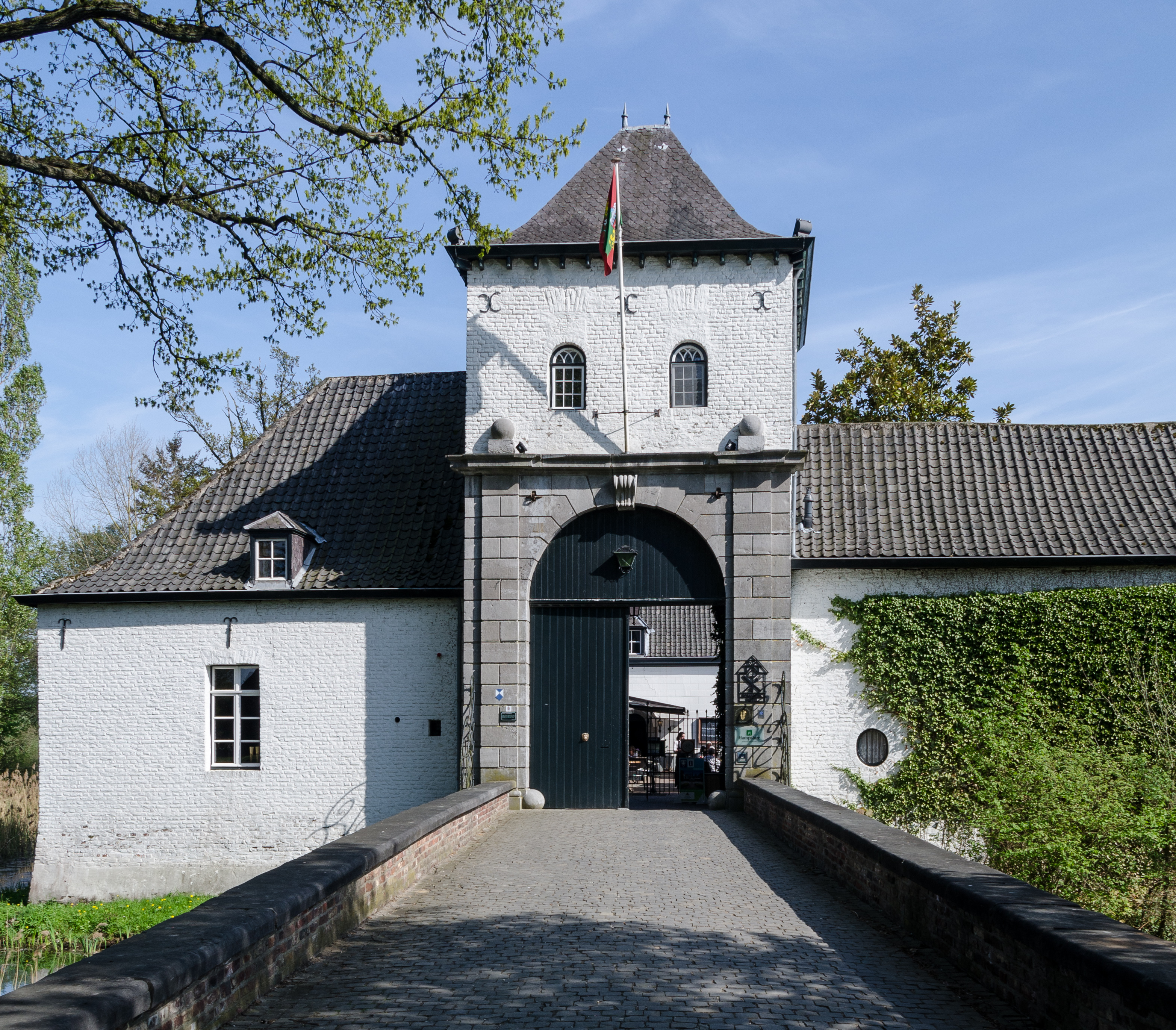
Corps de garde du portail d'entrée du château extérieur
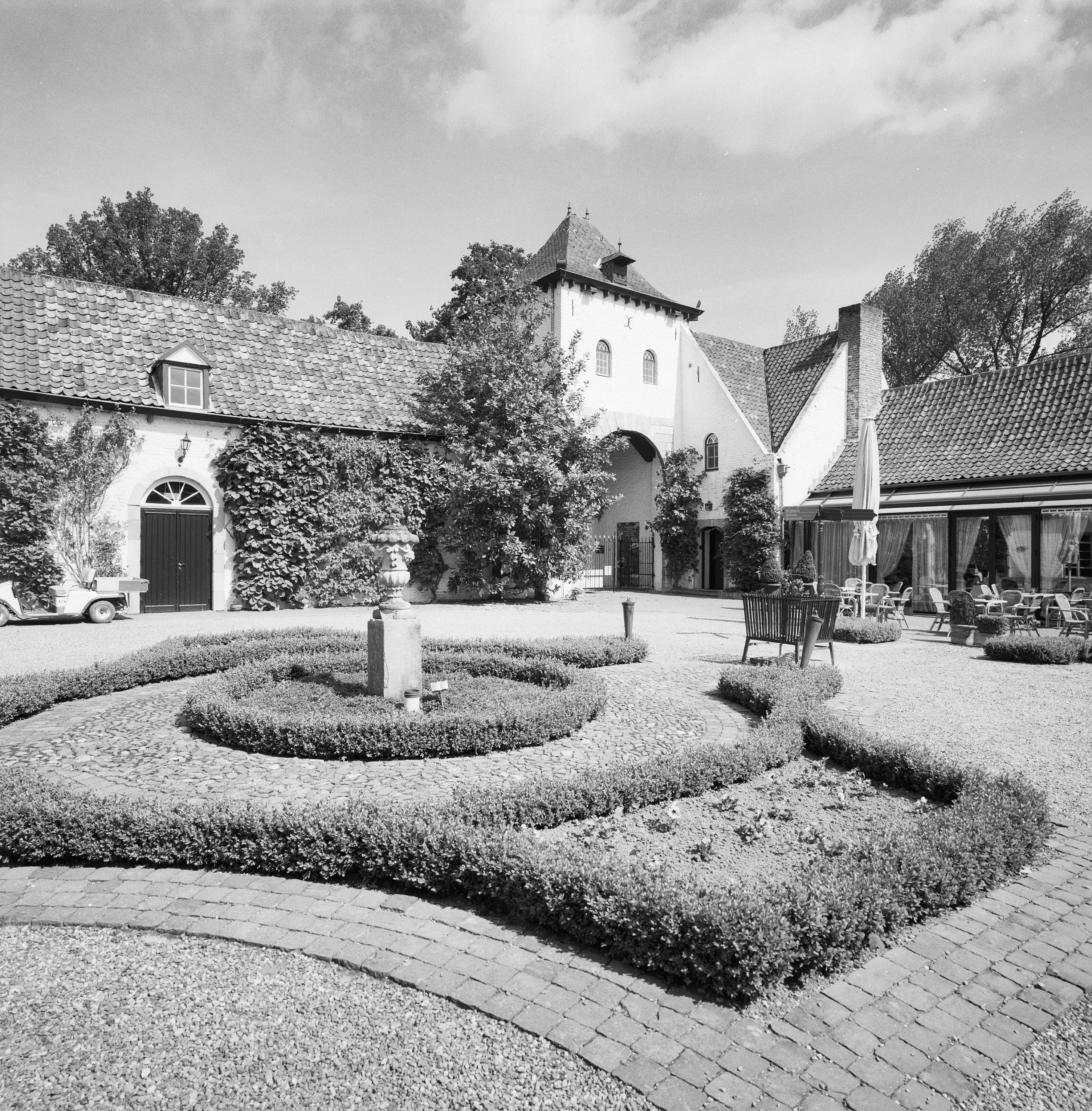
Vue de la cour actuelle
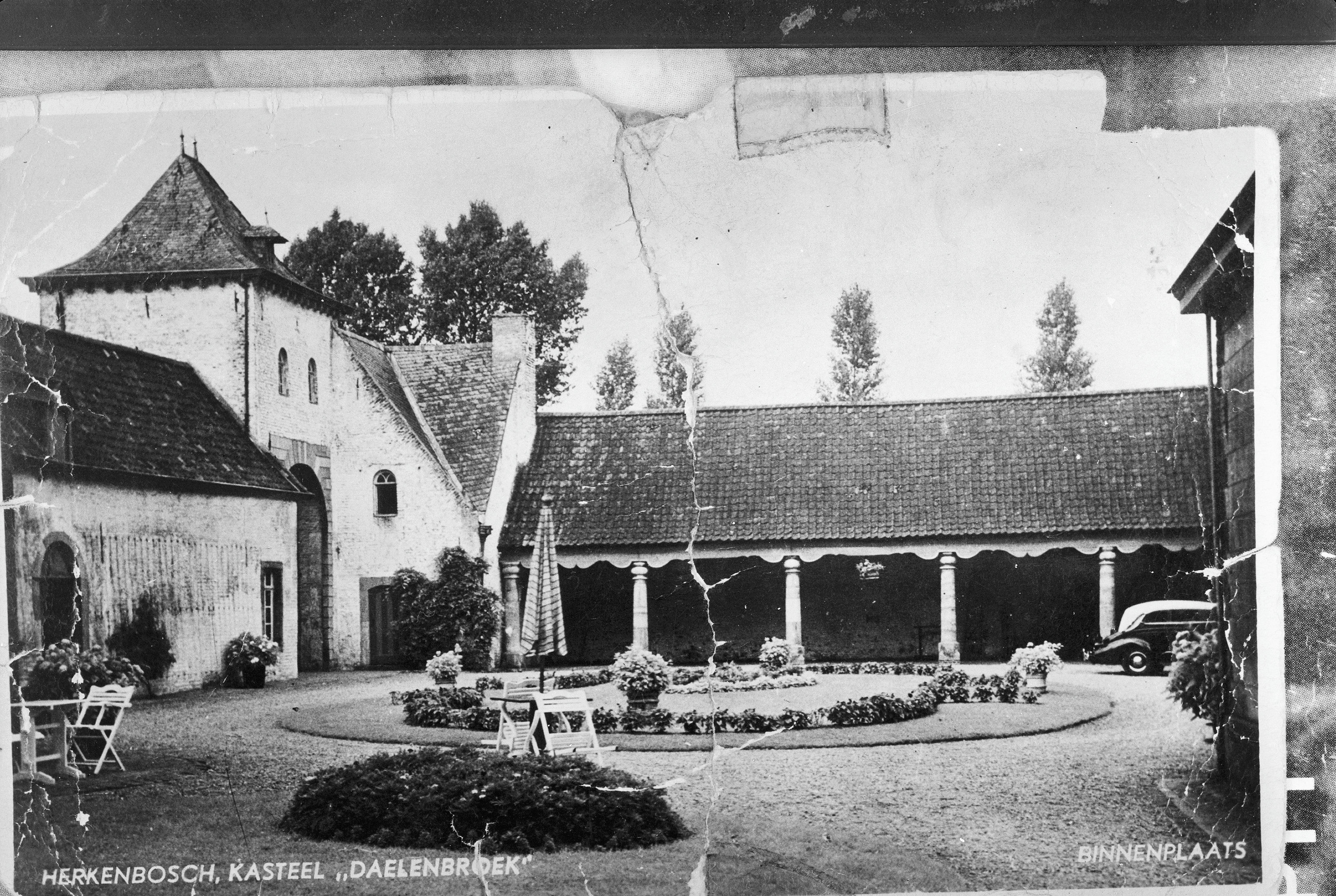
La galerie avec les cinq piliers et le corps de logis
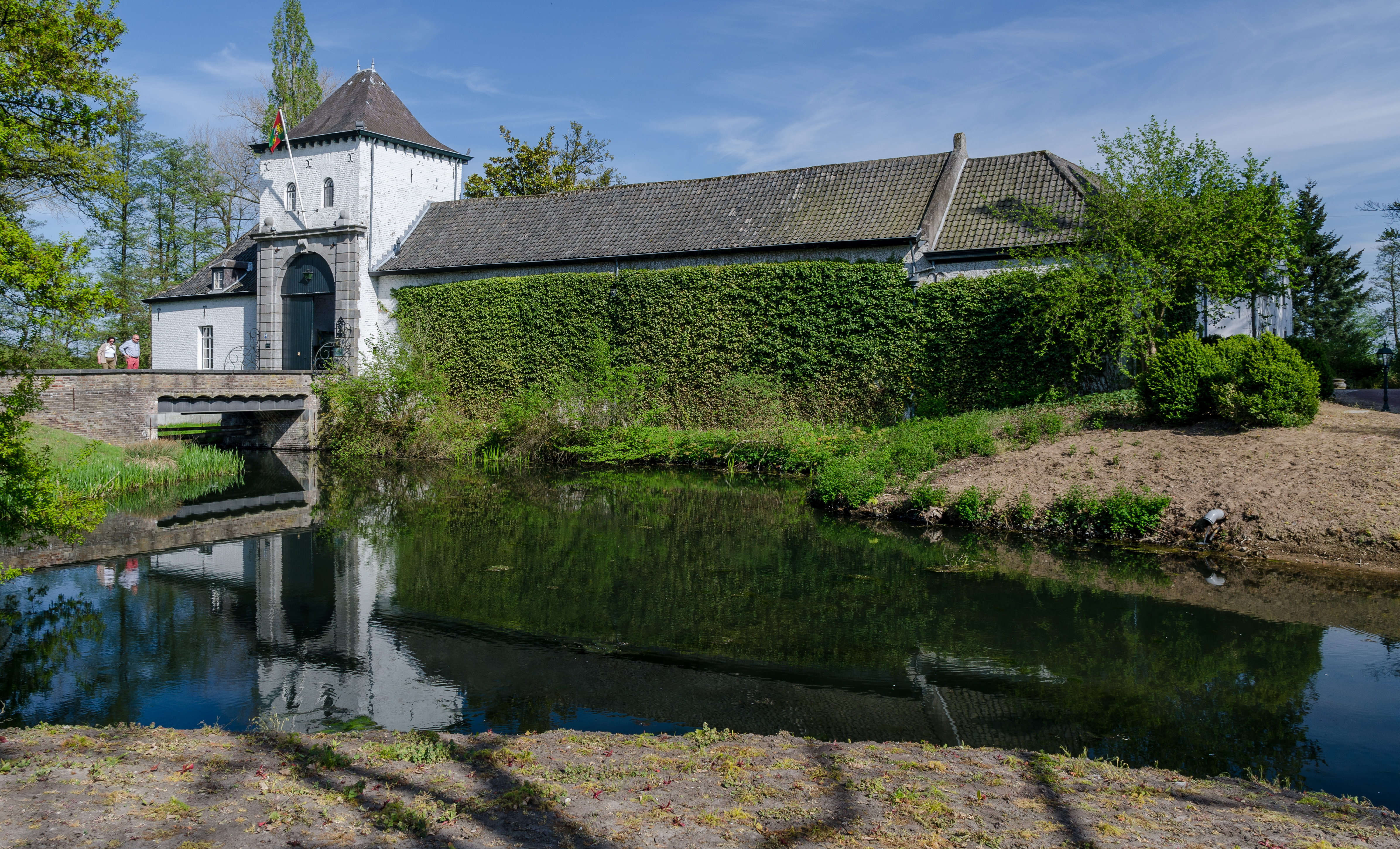
La façade du château extérieur
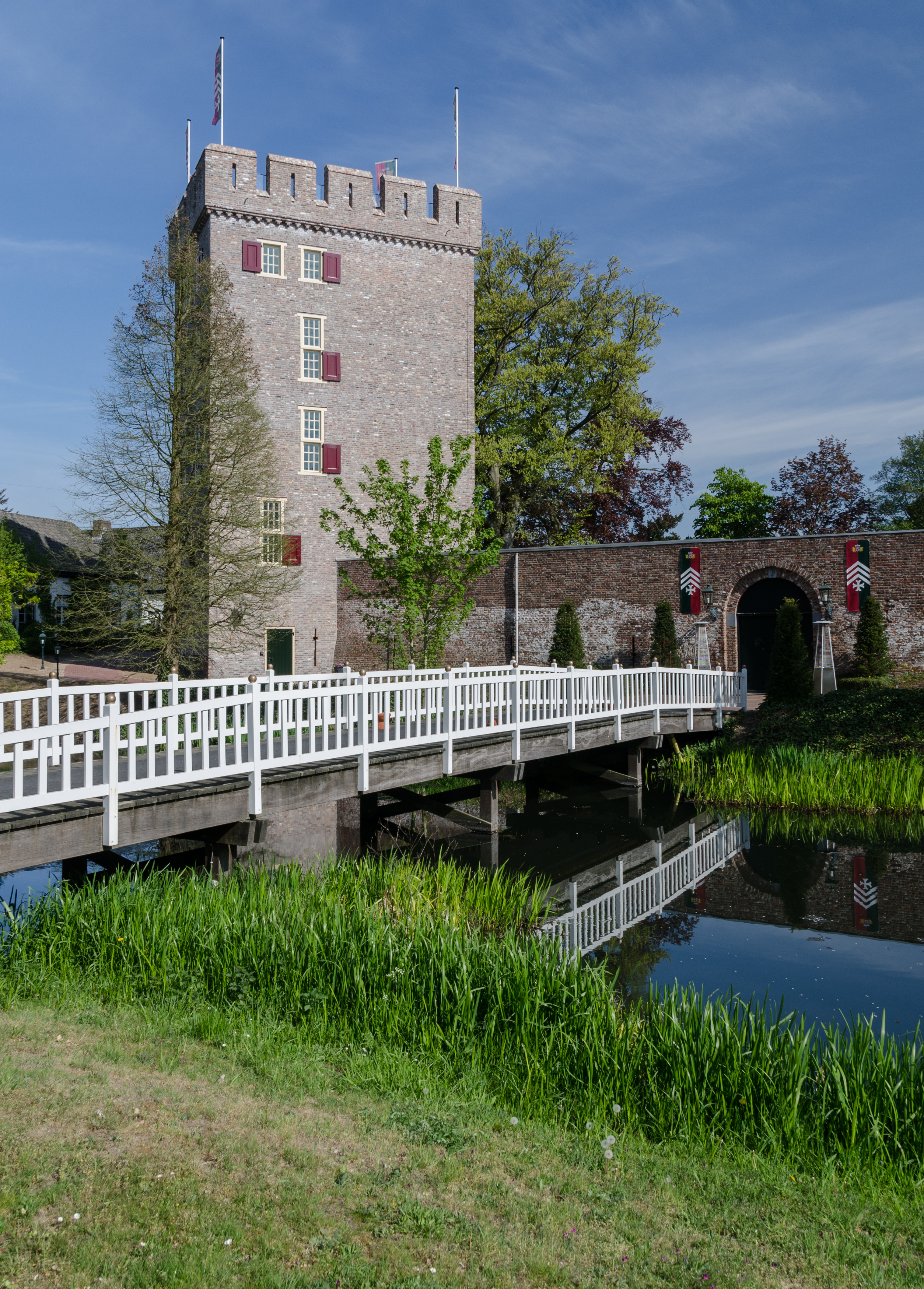
La version reconstruite du château principal
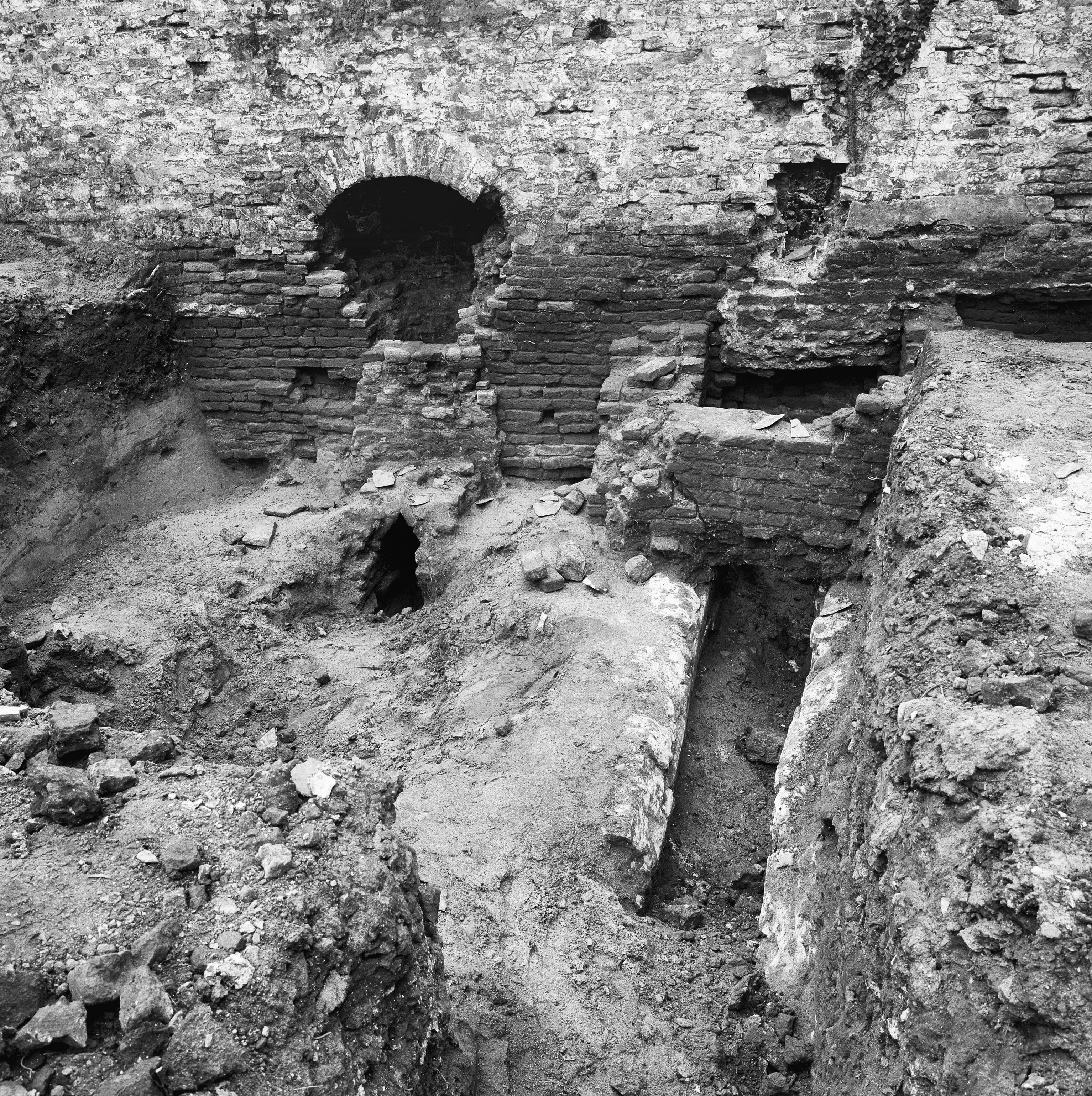
Les celliers subsistant lors des fouilles aujourd'hui sous le château principal

## Seigneurs de Daelenbroeck
- Godefroi Ier de Heinsberg († 1331)
- Jean Ier de Heinsberg, seigneur de Daelenbroeck (frère du comte Thierry de Heinsberg)
- Godefroy de Heinsberg dit de Daelenbroeck († 1395), seigneur de Daelenbroeck
- Jean II de Looz-Heinsberg († 1438), seigneur de Heinsberg et de Daelenbroeck
- Jeanne de Looz-Heinsberg († 1469), dame de Daelenbroeck